# Fontana dei Delfini (Brindisi)
La Fontana dei Delfini è una fontana situata a Brindisi in piazza Vittorio Emanuele II. Per equivoco è stata scambiata da alcune fonti per la "fontana di S. Crisostomo", risalente ai lavori che fece Pietro Luigi De Torres all'acquedotto. L'originale fontana del Crisostomo era situata presso la "casa d'Errico", ovvero nei pressi del vecchio teatro Verdi. Col tempo, tale fontana cambiò configurazione e, di conseguenza, denominazione in "fontana di Conserva", "Due Canoli" e "Tre Cannuoli". L'attuale fontana, invece, è stata voluta nel 1876 dal consiglio comunale su progetto dell'ingegner Rubini, con materiali fatti arrivare da Napoli. Si sarebbe dovuta posizionare sul lato occidentale di casa Palumbo, abitata dal signor Salvadeo e in quegli stessi anni un Luigi Salvadeo faceva parte del consiglio comunale. Fu edificata probabilmente nel 1879 nella piazzetta Palumbo, all'incrocio tra via Cesare Battisti e corso Umberto I, per poi essere trasferita in piazza Beccaria e nell'attuale ubicazione di piazza Vittorio Emanuele II. Della vecchia fontana di Crisostomo, invece, si sono perse le tracce nel 1897, quando è stata citata per l'ultima volta come fontana dei Tre Cannuoli. 
La fontana dei delfini è composta da un circolo rosone, su cui si erge al centro una vasca di marmo, con tre delfini, dalle cui bocche sgorga l'acqua nella vasca, dalla quale scorre attraverso quattro bocche nel circolo sottostante.